# Bizovačke toplice
Bizovačke toplice – uzdrowisko w Chorwacji, w żupanii osijecko-barańskiej, w miejscowości Bizovac.

## Charakterystyka
Jest to uzdrowisko z mineralnymi wodami hipertermalnymi, bogatymi w sód, potas, lit, magnez, jod, stront, bar i chlor. Wody te wydobywa się z głębokości ok. 2 km. Ich źródła odkryto w 1970 roku podczas wykonywania odwiertów w ramach poszukiwania złóż ropy naftowej. Kompleks składa się z obiektów leczniczych, hotelowych, sportowych, rozrywkowych i gastronomicznych.